# Фрумушика (Фалештський район)
Фрумушика (рум. Frumușica) — село у Фалештському районі Молдови. Входить до складу комуни, адміністративним центром якої є село Келугер.

## Населення
За даними перепису населення 2004 року у селі проживали 476 осіб.
Національний склад населення села:
| Національність   | Кількість осіб | Відсоток   |
| ---------------- | -------------- | ---------- |
| молдавани румуни | 469 1          | 98,5% 0,2% |
| українці         | 5              | 1,1%       |
| гагаузи          | 1              | 0,2%       |
| Всього           | 476            | 100%       |